# 모르스섬

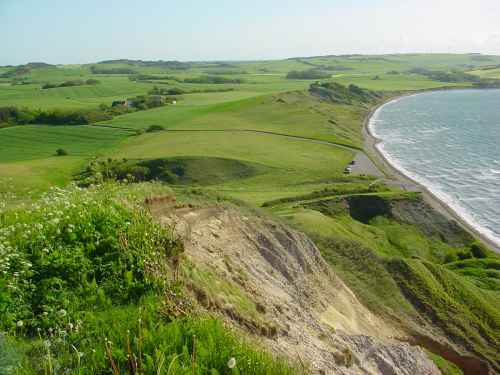
모르스 섬

모르스섬(덴마크어: Mors) 또는 모르쇠섬(덴마크어: Morsø)은 림 협만에 위치한 덴마크의 섬으로 면적은 368 km2, 인구는 21,474명(2012년 기준), 인구 밀도는 58.2명/km2이다.
행정 구역상으로는 북윌란 지역 모르쇠 시에 속하며 섬에서 가장 큰 마을은 뉘쾨빙모르스(Nykøbing Mors)이다. 규조토 퇴적층이 발달한 섬이다.

## 인구
| 연도 | 인구   | ±%    |
| ---- | ------ | ----- |
| 1980 | 24,647 | —     |
| 1990 | 23,814 | −3.4% |
| 2000 | 22,989 | −3.5% |
| 2010 | 21,800 | −5.2% |
| 2012 | 21,474 | −1.5% |